# Iwona Klimczak
Iwona Klimczak (ur. 4 stycznia 1969) – polska lekkoatletka specjalizująca się w biegach długodystansowych, mistrzyni Polski.

## Kariera sportowa
Była zawodniczką Gwardii Olsztyn.
Na mistrzostwach Polski seniorów zdobyła trzy medale, wszystkie w 1992 (złoty w biegu przełajowym na 3 km, srebrny w biegu na 3000 metrów, brązowy w biegu na 10000 metrów. 
Od 30 lipca 1988 pozostaje rekordzistką Polski juniorek w biegu na 10 000 metrów, wynikiem 34:57,81.
Rekordy życiowe:
- 3000 m – 9:17,68 (31.05.1992)
- 5000 m – 16:24.68 (14.06.1990)
- 10000 m – 33:51,00 (04.08.1991)
- maraton – 2:46:10 (27.09.1992)